# Liste des lieux historiques nationaux du Canada à Ottawa
Voici la liste des lieux historiques nationaux du Canada (anglais : National Historic Sites of Canada) situé à Ottawa. En mars 2011, on compte 25 lieux historiques nationaux à Ottawa, dont deux sont administrés par Parcs Canada. De ce nombre, il faut rajouté aussi deux sites qui ont perdu leur désignations.
Les autres lieux historiques nationaux sont classés dans la liste des lieux historiques nationaux du Canada en Ontario.
Les noms des sites correspondent à ceux donnés par la commission des lieux et monuments historiques du Canada, qui peuvent être différents de ceux donnés par le milieu local.

## Lieux historiques nationaux
| Lieu                                                   | Désignation | Municipalité                                   | Description | Photo |
| ------------------------------------------------------ | ----------- | ---------------------------------------------- | --- | ----- |
| Ancien édifice de la Commission géologique du Canada   | 1955        | Ottawa 45° 25′ 35″ N, 75° 41′ 38″ O            | Premier édifice à Ottawa à avoir abrité la Commission géologique du Canada                                                                      |       |
| Ancien édifice des Archives fédérales (en)             | 1990        | Ottawa 45° 25′ 50″ N, 75° 41′ 56″ O            | Premier édifice des Archives nationales, 1904-1906, style néo-gothique d'inspiration Tudor                                                      |       |
| Ancien Ottawa Teachers' College (en)                   | 1974        | Ottawa 45° 25′ 12″ N, 75° 41′ 27″ O            | École de formation des enseignants, 1875; architecture Eclectique                                                                               |       |
| Basilique catholique Notre-Dame                        | 1990        | Ottawa 45° 25′ 47″ N, 75° 41′ 47″ O            | Église néo-gothique d'inspiration française, 1841-1853                                                                                          |       |
| Canal Rideau                                           | 1925        | Ottawa à Kingston 45° 25′ 33″ N, 75° 41′ 50″ O | Canal long de 202 km ouvert à la navigation; comporte 45 écluses · Patrimoine mondial (2007, Canal Rideau)                                      |       |
| Centre national des Arts                               | 2006        | Ottawa 45° 25′ 23″ N, 75° 41′ 38″ O            | Exemple remarquable de centre des arts d'interprétation au Canada                                                                               |       |
| Château Laurier                                        | 1981        | Ottawa 45° 25′ 32″ N, 75° 41′ 42″ O            | Hôtel de société ferroviaire construit, architecture de style Château; construit 1908-1912                                                      |       |
| Cimetière Beechwood                                    | 2001        | Ottawa 45° 26′ 49″ N, 75° 39′ 36″ O            | Exemple exceptionnel des cimetières ruraux du XIXe siècle, modèle de cimetière que caractérise un aménagement naturel, champêtre et pittoresque |       |
| Colline du Parlement                                   | 1976        | Ottawa 45° 25′ 29″ N, 75° 41′ 57″ O            | Siège du Gouvernement du Canada, ensemble d'édifices de style néo-gothique (1859-1865)                                                          |       |
| Diefenbunker / siège central du gouvernement d'urgence | 1994        | Ottawa 45° 21′ 06″ N, 76° 02′ 50″ O            | Abri de la guerre froide, symbole de la stratégie de dissuasion nucléaire                                                                       |       |
| Earnscliffe (en)                                       | 1960        | Ottawa 45° 26′ 15″ N, 75° 41′ 56″ O            | Pendant longtemps la résidence de sir John A. Macdonald à Ottawa, premier ministre du Canada (1867-1873, 1878-1891) construit en 1855-1857      |       |
| Édifice Central                                        | 1990        | Ottawa 45° 25′ 24″ N, 75° 41′ 43″ O            | Bel immeuble commercial de style néo-Queen Anne (1890-1891)                                                                                     |       |
| Édifice Connaught                                      | 1990        | Ottawa 45° 25′ 36″ N, 75° 41′ 41″ O            | Bel immeuble commercial de style néo-Queen Anne (1890-1891)                                                                                     |       |
| Édifice Langevin                                       | 1990        | Ottawa 45° 25′ 25″ N, 75° 41′ 49″ O            | Exemple du style néo-gothique d'inspiration Tudor (1913-1916)                                                                                   |       |
| Ferme expérimentale centrale                           | 1997        | Ottawa 45° 22′ 57″ N, 75° 42′ 49″ O            | Paysage culturel reflétant la philosophie du XIXe siècle en agriculture                                                                         |       |
| Maison Billings                                        | 1968        | Ottawa 45° 23′ 23″ N, 75° 40′ 20″ O            | Maison de ferme de style néo-Georgien (1828) |       |
| Maison Laurier                                         | 1956        | Ottawa 45° 25′ 40″ N, 75° 40′ 41″ O            | Maison de deux premiers ministres du Canada, sir Wilfrid Laurier et William Lyon Mackenzie King, style Second Empire, 1878                      |       |
| Maplelawn et ses jardins (en)                          | 1989        | Ottawa 45° 23′ 18″ N, 75° 45′ 43″ O            | Maison de style classique entourée d'un jardin clos (1831-34)                                                                                   |       |
| Monnaie royale canadienne                              | 1979        | Ottawa 45° 25′ 52″ N, 75° 41′ 57″ O            | Édifice de la monnaie, néo-gothique à crénelé (1905-1908)                                                                                       |       |
| Musée commémoratif Victoria                            | 1990        | Ottawa 45° 24′ 46″ N, 75° 41′ 20″ O            | Musée national ancien de style gothique seigneurial (tours a créneaux) (1905-11)                                                                |       |
| Parc des Édifices du Parlement                         | 1976        | Ottawa 45° 25′ 26″ N, 75° 41′ 56″ O            | Les terrains en terrasses des édifices du Parlement canadien par Calvert Vaux, 1873-1875                                                        |       |
| Pavillon Aberdeen (en)                                 | 1983        | Ottawa 45° 24′ 00″ N, 75° 40′ 58″ O            | Grand bâtiment d'exposition du XIXe siècle, unique tout à fait (1898)                                                                           |       |
| Place de la Confédération                              | 1984        | Ottawa 45° 25′ 27″ N, 75° 41′ 44″ O            | Un des rares grands secteurs de centre-ville au Canada à avoir été aménagé selon les principes du mouvement City Beautiful                      |       |
| Résidence de John R. Booth                             | 1990        | Ottawa 45° 25′ 00″ N, 75° 41′ 33″ O            | Remarquable maison de style néo-Queen Anne construite en 1909                                                                                   |       |
| Rideau Hall et le parc                                 | 1977        | Ottawa 45° 26′ 40″ N, 75° 41′ 09″ O            | Résidence du gouverneur général; mise en chantier en 1838 et son terrain aménagé à l'anglaise                                                   |       |

## Lieux historiques nationaux ayant perdu leur intégrité commémorative
| Lieu                                 | Désignation | Municipalité | Raison      | Photo |
| ------------------------------------ | ----------- | ------------ | ----------- | ----- |
| Couvent et Chapelle de la rue Rideau | 1972        | Ottawa       | Démolis (?) |       |
| Maison Sparks                        | 1954        | Ottawa       | Démolie (?) |       |